# ...and Death Said Live
...and Death Said Live är det finländska melodisk death metal-bandet Mors Principium Ests fjärde studioalbum, utgivet i december 2012 på AFM Records (bandets första album på detta bolag) och i Japan på Avalon.
Albumet var bandets första med den brittiske gitarristen Andy Gillion, samt det första och enda med nyzeeländske Andhe Chandler. Ryan Knight (The Black Dahlia Murder) och Jona Weinhofen (I Killed the Prom Queen, Bleeding Through) bidrog med gitarrspel.

## Låtlista
1. "The Awakening" (instrumental) – 0:55
2. "Departure" – 5:44
3. "I Will Return" – 4:29
4. "Birth of the Starchild" – 4:12
5. "Bringer of Light" – 4:16
6. "Ascension" – 4:30
7. "...and Death Said Live" (instrumental) – 2:01
8. "Destroyer of All" – 3:57
9. "What the Future Holds?" – 5:28
10. "The Meadows of Asphodel" – 4:24
11. "Dead Winds of Hope" – 6:23

Bonusspår på den japanska utgåvan
1. "The Call" (Backstreet Boys-cover) – 3:30

## Medverkande
Musiker
- Ville Viljanen – sång
- Andy Gillion – gitarr, programmering
- Andhe Chandler – gitarr
- Teemu Heinola – basgitarr
- Mikko Sipola – trummor

Bidragande musiker
- Ryan Knight – gitarr
- Jona Weinhofen – gitarr

Produktion
- Thomas "Plec" Johansson – sångproducent, inspelningstekniker, mixning, mastering
- Teemu Heinola – inspelningstekniker
- Jan Yrlund – albumkonst, layout
- Toni Mailanen – foto